# Griekenland op de Olympische Winterspelen 1936
Tijdens de Olympische Winterspelen van 1936, die in Garmisch-Partenkirchen (Duitsland) werden gehouden, nam Griekenland voor de eerste keer deel.

## Deelnemers en resultaten

### Alpineskiën
| Olympiër             | Discipline     | Resultaat | Prestatie                                          |
| -------------------- | -------------- | --------- | -------------------------------------------------- |
| Dimitris Negropontis | combinatie (m) | dnf       | niet gefinisht afdaling: 6.58,6 slalom: 1.55,3+dns |

### Langlaufen
| Olympiër             | Discipline | Resultaat | Prestatie |
| -------------------- | ---------- | --------- | --------- |
| Dimitris Negropontis | 18 km (m)  | dnf       | opgave    |

Australië · België · Bulgarije · Canada · Duitsland · Estland · Finland · Frankrijk · Griekenland · Groot-Brittannië · Hongarije · Italië · Japan · Joegoslavië · Letland · Liechtenstein · Luxemburg · Nederland · Noorwegen · Oostenrijk · Polen · Roemenië · Spanje · Tsjecho-Slowakije · Turkije · Verenigde Staten · Zweden · Zwitserland